# Sebastopol, Puebla
Sebastopol är en ort i Mexiko.   Den ligger i kommunen Chignahuapan och delstaten Puebla, i den sydöstra delen av landet, 120 km öster om huvudstaden Mexico City. Sebastopol ligger 2 377 meter över havet och antalet invånare är 876.
Terrängen runt Sebastopol är huvudsakligen kuperad, men norrut är den platt. Runt Sebastopol är det ganska tätbefolkat, med 54 invånare per kvadratkilometer. Närmaste större samhälle är Zacatlán, 18,5 km norr om Sebastopol. I omgivningarna runt Sebastopol växer i huvudsak blandskog.